# White Hart Inn (Crawley)

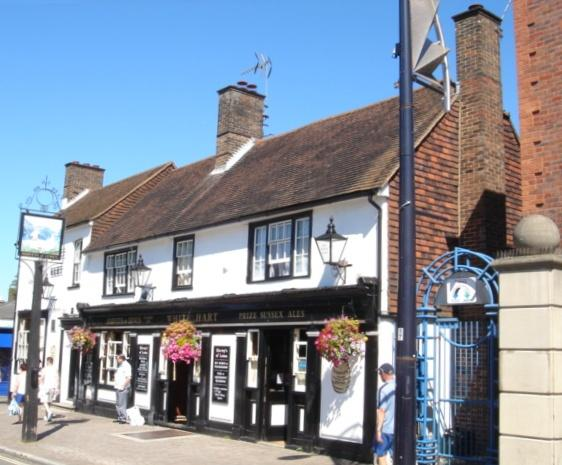
Blick auf das Gebäude von Südwesten

Das White Hart Inn, auch als White Hart Hotel bekannt, ist eine frühere Poststation in 65, High Street in Crawley, einer Stadt in West Sussex, England. Es wurde Ende des 18. Jahrhunderts erbaut, um ein älteres Gebäude zu ersetzen, das ebenfalls als White Hart Inn bezeichnet wurde. Den größten Teil des 19. Jahrhunderts hindurch war hier das Postamt des Ortes. Auch zu Beginn des 21. Jahrhunderts ist es noch ein Pub. Das Gebäude ist teilweise in Fachwerkbauweise errichtet und schließt Teile eines Anfang des 17. Jahrhunderts entstandenen Hauses mit ein und ist charakteristisch für die Gegend. English Heritage führt das Gebäude wegen seiner architektonischen und geschichtlichen Bedeutung im Grade II.

## Geschichte
Crawley entwickelte sich vom 13. Jahrhundert an als Marktgemeinde und Zentrum der Eisenherstellung im Weald nur langsam, vor allem entlang der von Norden nach Süden verlaufenden High Street. Diese Straße war ein Abschnitt der Hauptstraße von London zum immer beliebter werdenden Seebad Brighton. Nachdem die Straße in Etappen zwischen dem Ende des 17. Jahrhunderts und der Mitte des 18. Jahrhunderts als Mautstraße ausgebaut wurde, lag Crawley fast genau in der Mitte zwischen den beiden Städten. Dies erlaubte die neue Funktion als bequemen Zwischenstopp für Reisende auf der Postkutsche. Ende des 18. Jahrhunderts hatte sich Crawley zur wichtigsten Poststation in Sussex für Reisen von und nach London entwickelt, da die benachbarten Städte Horsham und East Grinstead nicht mehr bevorzugt wurden.

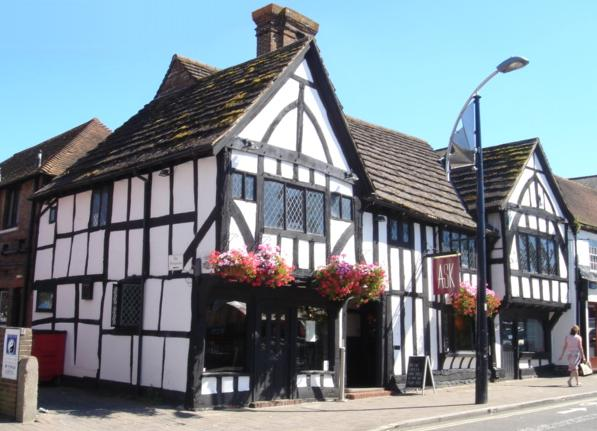
Der Verkauf der Ancient Priors erlaubte den Bau des größeren, neuen White Hart Inn.

Zur Erfüllung dieser Aufgabe musste Crawley nicht nur reichlich Gelegenheit bieten, den Reisenden die Zeit während eines Zwischenstopps zu vertreiben, sondern es waren auch Zimmer zur Übernachtung und Einrichtungen für den Wechsel von Pferden und Kutschern notwendig. Mehrere im Mittelalter an der High Street entstandenen Bauten, etwa das George Inn, Ancient Priors und die Old Punch Bowl, konnten diese Ansprüche zwar teilweise erfüllen, aber keines der Gebäude war zu diesem Zweck gebaut worden. Alle dieser Bauten waren umgebaut worden, dienten aber vorher völlig unterschiedlichen Aufgaben. Das Ancient Priors war ursprünglich ein kleiner Landwirtschaftsbetrieb, die Old Punch Bowl war eine größere Farm und obwohl das George Inn ein Gasthaus war, musste es mehrfach erweitert werden und erstreckte sich über mehrere Nachbargebäude. Speziell das Ancient Priors war entschieden zu kein, um den Anforderungen Genüge. 1753, als es unter dem Namen The White Hart in Betrieb war, wurde es verkauft und wurde schon bald zu einem Bauernhof. Der Verkaufserlös wurde verwendet, um ein neues White Hart Inn zu erbauen, etwa 65 m weiter nördlich an der High Street. Dieser Platz war groß genug, um sowohl ein größeres Gebäude zu errichten, als auch hinter dem Gebäude noch genügend Platz für die Versorgung der Pferde und die Ställe zu haben. Die meisten Quellen stimmen überein, dass das neue White Hart Inn 1770 eröffnet wurde, obwohl es auch die Angabe 1790 gibt. Untersuchungen der Architektur des Gebäudes, die 1995 und 2003 durchgeführt wurden, ergaben, dass der südliche Teil des Gebäudes um 1600 entstanden ist, sodass vermutlich der Neubau um den Kern eines älteren Hauses herum gebaut wurde.
Die Poststation war sofort erfolgreich und erfüllte die Anforderung des stark angeschwollenen Postkutschenverkehrs. Gab es 1756 nur eine tägliche Kutschenverbindung, so waren es 1790 fünf und 1815 schon 30. In den Ställen konnten 180 Pferde versorgt werden. Hier entwickelte sich während des 19. Jahrhunderts eines der Zentren von Handel und Gewerbe in Crawley: das Postamt der Stadt befand sich von 1810 – als die tägliche Postkutschenverbindung zwischen London und Brighton aufgenommen wurde – und 1895; eine Getreidebörse bestand zwischen 1800 und 1883. Das Postamt war an der Nordseite angebaut und wurde in den 1950er Jahren abgerissen, um Platz für einen Gehweg zu machen, der zum integralen Bestandteil eines modernen Einkaufszentrum wurde.  Crawleys ältester Versicherungsverein wurde 1827 im White Hart Inn gegründet, das auch Veranstaltungsort für den Crawley Feast Day war. Diese jährliche Versammlung der Geschäftsleute der Stadt war im 19. Jahrhundert üblich. Mark Lemon, der Gründer des Magazins Punch war ein Einwohner Crawleys. Er organisierte im Inn nach der Hochzeit des späteren Königs Edward VII. mit Alexandra von Dänemark Jubelfeiern.
Der Postkutschenverkehr ging gegen Ende des 19. Jahrhunderts zurück, als Züge, Autobusse und Autos im Verkehr an Bedeutung gewannen, manche Verbindungen bestanden jedoch noch bis in die 1940er Jahre. Das White Hart Inn passte sich den Gegebenheiten an und wurde zu einem gewöhnlich Pub. Im Jahr 2009 hatte es immer noch seinen ursprünglichen Namen, gehört aber zu Harveys Brewery in Lewes in East Sussex. Es ist deswegen eine Brauereigaststätte. Harveys gibt an, dass es das umsatzstärkste Pub in deren Besitz ist.
Das White Hart Inn wurde von English Heritage am 23. Februar 1983 in den Grade II eingestuft; es ist somit ein „landesweit wichtiges“ Gebäude von „besonderem Interesse“. Es ist eines von 85 in Grade II eingestuften Bauwerken im Borough of Crawley.

## Architektur
Das White Hart Inn ist ein Fachwerkbau, der aus drei in Nord-Süd-Richtung ausgerichteten Jochen besteht. Die Außenwände sind aus verputzten Backsteinen gemauert, auf dem Dach sitzen drei Kamine aus Backsteinen. Der südliche Teil ist der Rest eines Fachwerkhauses, das um 1600 entstanden war. Dieses hatte an der Rückseite ein Türmchen mit einer Treppe zum Dachgeschoss, aber nur die obersten Stufen davon sind erhalten. Die Attika existiert noch, heute als zwei Räume mit einem Fenster nach außen unter dem südlichen Giebel. Später wurde das Gebäude an der Rückseite erweitert. Um 1830 entstand der Anbau nach Norden; dieser verfügt über zwei Stockwerke, ist jedoch ein wenig höher und hat eine eigene Dachtraufe. Dieser Gebäudeteil ist ohne Fachwerk aus Backsteinen gemauert. In heutiger Zeit ist die Fachwerkkonstruktion des unteren Geschosses des älteren Gebäudeteiles nicht sichtbar.